# Cryptic Writings
Cryptic Writings er et album udgivet af det amerikanske metalband Megadeth 17. juni 1997. Albummet var bandets sidste til at opnå platin i USA. 
Musikken har, i lighed med de andre plader udgivet i 1990'erne, en lettere form for heavy metal i forhold til bandets fortid som thrash metal-band.
De politiske og militaristiske temaer er blevet nedtonet, delvist som følge af pres fra pladeselskabet. To sange, som blev vurderet som havende upassende sangtekster, blev inkluderet på den remastered udgave i 2004.

## Spor
1. "Trust" – 5:11
2. "Almost Honest" – 4:03
3. "Use the Man" – 4:36
4. "Mastermind" – 3:45
5. "The Disintegrators" – 2:50
6. "I'll Get Even" – 4:24
7. "Sin" – 3:08
8. "A Secret Place" – 5:25
9. "Have Cool, Will Travel" – 3:25
10. "She-Wolf" – 3:38
11. "Vortex" – 2:38
12. "FFF" – 2:38

### Ekstra på genudgivelsen fra 2004
- "Trust" (spansk version)
- "Evil That's Within"
- "Vortex" (alternativ version)
- "Bullprick"